# Gothminister
Gothminister é uma banda de metal industrial formada em Oslo, capital da Noruega. Formada em 1999, ele lançaram cinco álbuns e tiveram sucesso na Alemanha tocando em vários festivais alemães, incluindo Wave Gotik Treffen, Dark Storm Festival, M'era Luna Festival e para mais de 10 mil pessoas no Schattenreich Festival.

## Integrantes
- Gothminister (Bjørn Alexander Brem) - Vocal, Baixo
- Chris Dead (Christian Svendsen) - bateria
- Icarus (Glenn Nilsen) - Guitarra
- Turbo Natas (Ketil Eggum) - Guitarra

## Discografia

### Álbuns
- Angel (Demo) (2001)
- Gothic Electronic Anthems (2003)
- Empire of Dark Salvation (2005)
- Happiness in Darkness (2008)
- Anima Inferna (2011)
- Utopia (2013)
- The Other Side (2017)

### EPs
- Angel (2001)
- Dark Salvation (2005)
- Dusk Till Dawn (2008)
- Anima Inferna (2011)
- Utopia (2013)

### Singles
- Angel (2002)
- Devil (2002)
- The Holy One (2003)
- Liar (2011)
- Anima Inferna (2012)
- Utopia (2013)